# Коджедо
Коджедо́ або Кочжедо (кор. 거제도, 巨濟島, Geojedo, Kŏjedo) — острів у Японському морі біля південних берегів Корейського півострова, неподалік від Пусана, територіально належить до південнокорейської провінції Південна Кьонсан. Є другим за величиною островом країни, його площа становить 383,44 км². Головне місто острова — Кодже.

## Історія
Під час Корейської війни на острові розташовувався концентраційний табір «№ 76» для військовополонених — північнокорейських і китайських солдат. 7 травня 1952 року після спроби американських військ зірвати репатріацію військовополонені підбурили повстання, захопили та судили начальника табору генерала Ф. Додда.